# Limonest
Limonest là một xã thuộc tỉnh Rhône trong vùng Rhône-Alpes phía đông Pháp với cự ly 10 km so với vùng đô thị Lyon trên đồi Monts d'Or. Diện tích là 8,39 km2.